# Prepona mendax
Prepona mendax är en fjärilsart som beskrevs av Felix Bryk 1939. Prepona mendax ingår i släktet Prepona och familjen praktfjärilar. Inga underarter finns listade i Catalogue of Life.